# Бътън Ноуз
„Бътън Ноуз“ (на английски: Button Nose; на японски: 夢の星のボタンノーズ) е японски аниме сериал, който съдържа 26 епизода и се излъчва от 19 октомври 1985 г. до 26 април 1986 г. Сериалът е анимиран от Pacific Animation Corporation и това е първият сериал, който е продуциран от Sanrio.
Производството на анимацията е завършена през 1983 г., но актуалната дата на излъчване е две години по-късно. Английският дублаж е продуциран от „Сабан“ през 1994 г.

## В България
В България сериалът е излъчен през 2003 г. по bTV като част от детския блок Fox Kids с български дублаж. Екипът се състои от:
| Озвучаващи артисти  | Таня Михайлова Радослав Рачев Цанко Тасев Даниела Йорданова |
| Преводач            | Йоанна Йорданова                                            |
| Тонрежисьор         | Янко Арнаудов                                               |
| Режисьор на дублажа | Красимир Куцупаров                                          |